# 卡拉漢迪縣
卡拉漢迪縣（英語：Kalahandi district）是印度的一個縣，位於該國東部，由奧里薩邦負責管轄，面積7,920平方公里，識字率為62.45%，2011年人口1,573,054，人口密度每平方公里199人。

## 外部連結
- 官方网站
- Map of Kalahandi
- Map of Kalahandi
- Important Phone Numbers[永久]
- Antodaya Kalahandi
- Indravati Project
- Sahabhagi Vikash Abhiyan（页面存档备份，存于）
- www.abhyutthanam.com
- www.dharamgarh.in